# Ma référence
Ma référence es el segundo álbum de la cantautora francesa Jena Lee. Producido junto a Busta Funk, salió a la venta el 1 de noviembre de 2010 para descargas digitales y el 8 de noviembre en las tiendas de discos con la firma Mercury Records, filial de Universal Music.
El álbum tuvo un éxito algo menor en comparación con el disco anterior de Jena Lee, Vous remercier. Alcanzó el puesto 11 en ventas físicas en Francia y el puesto 8 en descargas digitales. En Bélgica tuvo un éxito discreto, alcanzando el puesto 72 en ventas.
Anteriormente a la publicación del álbum, dos canciones habían salido en forma de descargas: Éternise-moi y Je rêve en enfer. Pero finalmente fue US Boy la canción elegida como primer sencillo para el álbum. Jena Lee ha sin embargo declarado que esta canción no expresa realmente lo que ella sentía, siendo más bien elegida primer sencillo por su ritmo. Según la cantante, su canción favorita del álbum y la que realmente la identifica es Mon ange. Esta canción fue de hecho designada recientemente como el segundo sencillo del álbum.

## Lista de canciones
| #   | Título                             | Duración |
| --- | ---------------------------------- | -------- |
| 1.  | "Mon ange"                         | 3 min 52 |
| 2.  | "US Boy"                           | 3 min 37 |
| 3.  | "Je rêve en enfer" (feat. Orelsan) | 3 min 22 |
| 4.  | "Ma référence"                     | 3 min 06 |
| 5.  | "Éternise-moi" (feat. Eskemo)      | 4 min 15 |
| 6.  | "Le temps"                         | 3 min 44 |
| 7.  | "Mon délire"                       | 4 min 10 |
| 8.  | "Âme sœur"                         | 2 min 45 |
| 9.  | "Ne me réveille pas"               | 3 min 16 |
| 10. | "J'oublie"                         | 4 min 06 |
| 11. | "Je m'ennuie" (feat. JLB)          | 2 min 57 |
| 12. | "En détresse"                      | 3 min 35 |
| 13. | "L'ombre et la lumière"            | 4 min 19 |

## Listas de ventas
| Listas de ventas (2010) | Posición tope |
| ----------------------- | ------------- |
| Francia                 | 11            |
| Francia (Descargas)     | 8             |
| Bélgica                 | 72            |